# Theodor-Heuss-Gymnasium (Wolfsburg)

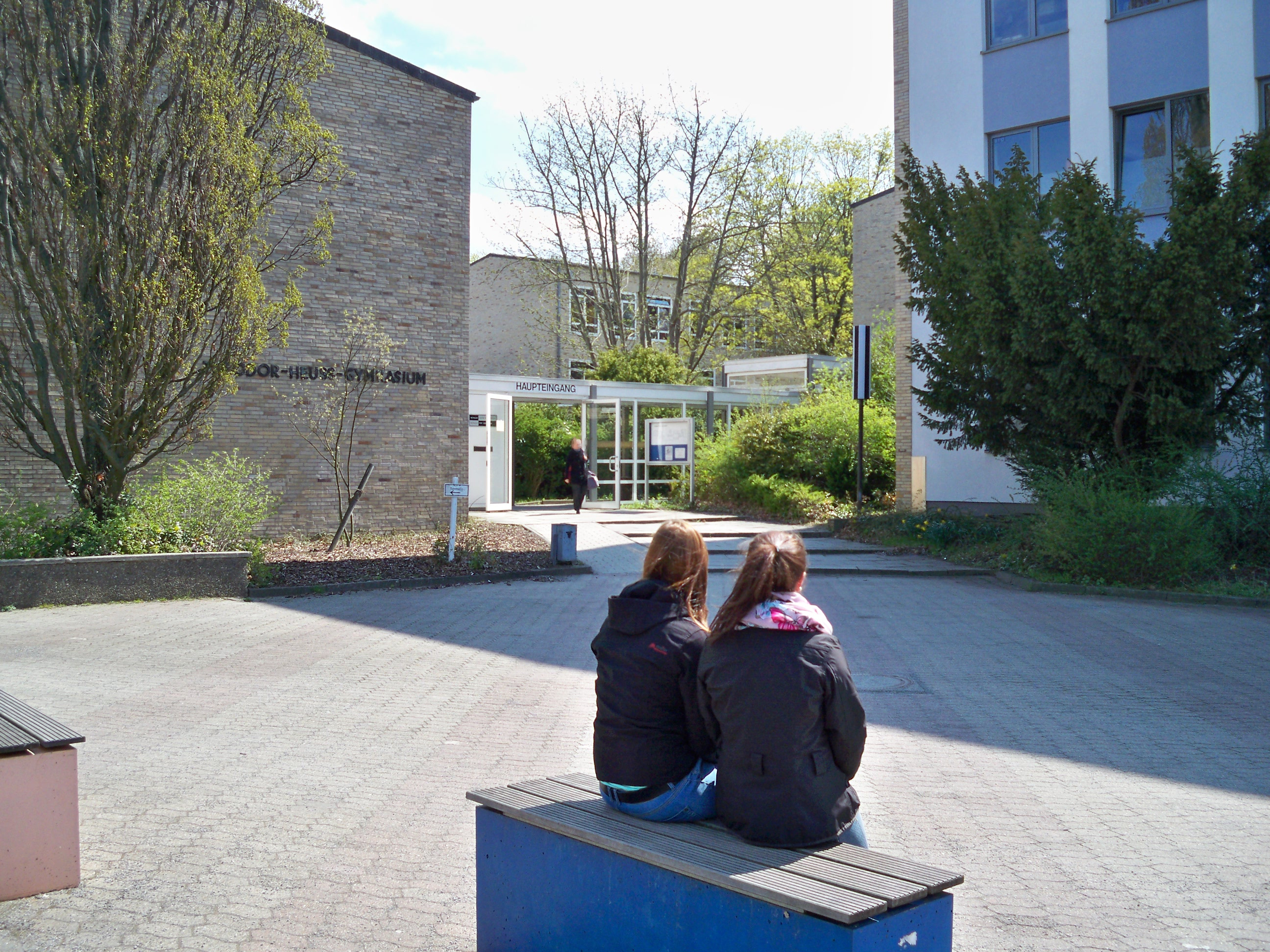
Haupteingang

Das Theodor-Heuss-Gymnasium (kurz THG) ist eines von sieben Gymnasien in Wolfsburg in Niedersachsen.

## Geschichte
In den 1950er Jahren stieß das innerstädtische Ratsgymnasium an die Grenzen seiner Aufnahmefähigkeit. Die Stadt schrieb einen Wettbewerb für ein zweites Gymnasium aus, an dem sich 25 Architekten beteiligten und der von Titus Taeschner gewonnen wurde. Das THG wurde 1958/60 nach seinen Entwürfen am Hang des westlich des Stadtzentrums gelegenen Klieversbergs im Stadtteil Hohenstein erbaut. Am 9. April 1959 begann der erste Unterricht in der noch nicht vollständig erbauten Schule an der Klieversbergstraße (heute Martin-Luther-Straße). Seit dem 1. April 1960 bildet es eine eigenständige Schule, die anfangs „G2“ bzw. „Neues Gymnasium Wolfsburg“ hieß und 1962 nach dem ersten deutschen Bundespräsidenten Theodor Heuss (1884–1963) benannt wurde. Die Außenwand der Aula wurde 1966 von Peter Szaif entworfen. Sie besteht aus Betonelementen und steht unter Denkmalschutz. In den 1980er Jahren war das THG Pilotschule beim Projekt Neue Technologien.
2001 wurde das THG erstmals Umweltschule in Europa, zuletzt erhielt sie den Titel 2016. Das Theodor-Heuss-Gymnasium nahm in den frühen 2000er Jahren am INIS-Projekt der Bertelsmann-Stiftung teil. „INIS“ steht für International Network of Innovative Schools and School Systems. Weiterhin war das THG Pilotschule bei der Umwandlung niedersächsischer Schulen in Eigenverantwortliche Schulen und ist Mitglied im Wolfsburger Förderverbund Besondere Begabungen.
Die Leitung der Schule übernahm am 27. Februar 2007 Klaus Bieler. 2008 kam das Theodor-Heuss-Gymnasium bei der Bewerbung zum Deutschen Schulpreis unter die besten 50 von über 200 teilnehmenden Schulen.
Im Rahmen einer Public Private Partnership wurde die Schule 2008 als erste Schule der Region von der Stadt Wolfsburg an die Wolfsburger Schulmodernisierungsgesellschaft mbH, einer Tochter der Wolfsburger Stadtwerke, verkauft. Durch den Verkauf wurden notwendige bauliche Erweiterungen finanziert. Die hierzu erforderlichen Bauarbeiten begannen im Juli 2008 und wurden etwa ein Jahr später beendet.
2008 bis 2010 nahm die Schule am Comenius-Programm teil. Grundlage war ein Schüleraustauschprogramm mit einer Schule in Lendava in Slowenien. Während der Festwoche zum 50-jährigen Bestehen des THG wurde die Schule am 20. April 2010 mit dem Titel „Schule ohne Rassismus – Schule mit Courage“ ausgezeichnet. Seit dem Schuljahr 2010/2011 ist die Schule Offene Ganztagsschule.
Klaus Bieler ging Ende August 2013 in den Ruhestand und wurde durch Matthias Schröder kommissarisch abgelöst. Seit Februar 2014 leitet Katrin Gaus das Gymnasium. Am 14. April 2015 wurde – nach vierjähriger Planungs- und Bauzeit – die neue Mensa „Elly“ (benannt nach Elly Heuss-Knapp) eröffnet.

## Gegenwart
Im Schuljahr 2023/2024 besuchen rund 980 Schülerinnen und Schüler das Theodor-Heuss-Gymnasium, die in sieben Trakten, drei Sporthallen und einem Werkraum unterrichtet werden. Dazu kommt ein Trakt mit Schülerbibliothek und Ganztagsbereich sowie die Mensa. Die rund 700 Besucher fassende Aula wird gelegentlich auch für außerschulische Veranstaltungen genutzt.
Im Sekundarbereich I bestehen je Jahrgang üblicherweise eine Bilingualklasse mit englischsprachigem Unterricht in ausgewählten Fächern (bis zum 10. Jahrgang) und eine Bläserklasse (bis zum 6. Jahrgang). Schüler des 8. bis 10. Jahrgangs, optional auch in Jahrgang 11, belegen Wahlpflichtkurse. Regelmäßig werden Projektwochen, Methodentrainings und Computerschulungen durchgeführt. Begabte Schüler des Sekundarbereichs I können an „Pull-Out-Kursen“ teilnehmen, bei denen sie stundenweise den planmäßigen Unterricht verlassen und sich mit speziellen Themen befassen. Regelmäßig nehmen mehrere Schülergruppen an Projekten für den Wettbewerb Jugend forscht teil. Eine Arbeitsgemeinschaft betreut den Schulgarten mit Streuobstwiese.

## Bekannte Abiturienten
- Rolf Schnellecke (* 1944), 2001–2011 Oberbürgermeister von Wolfsburg
- Frank Bsirske (* 1952), 2001–2019 Vorsitzender der Gewerkschaft Ver.di, 2021–2025 Mitglied des Deutschen Bundestages
- Dieter Dölling (* 1952), Rechtswissenschaftler und Kriminologe
- Edda Weßlau (1956–2014), Juristin
- Peter Bialobrzeski (* 1961), Fotograf
- Carsten Meyer (* 1961), Politiker
- Markus Karp (* 1966), Hochschullehrer und ehemaliger Politiker
- Edward Berger (* 1970), Regisseur und Oscar-Preis-Gewinner (2023)
- Malte Henk (* 1976), Journalist
- Daniel Eichholz (* 1978), Musiker
- Verena Issel (* 1982), bildende Künstlerin
- Nils Waterstraat (* 1983), Mathematiker und Hochschullehrer
- Konstantin Bachor (* 1984), Triathlet
- Sven Knipphals (* 1985), Leichtathlet
- Mika Noodt (* 2000), Triathlet